# Schwimmdock Dock 10

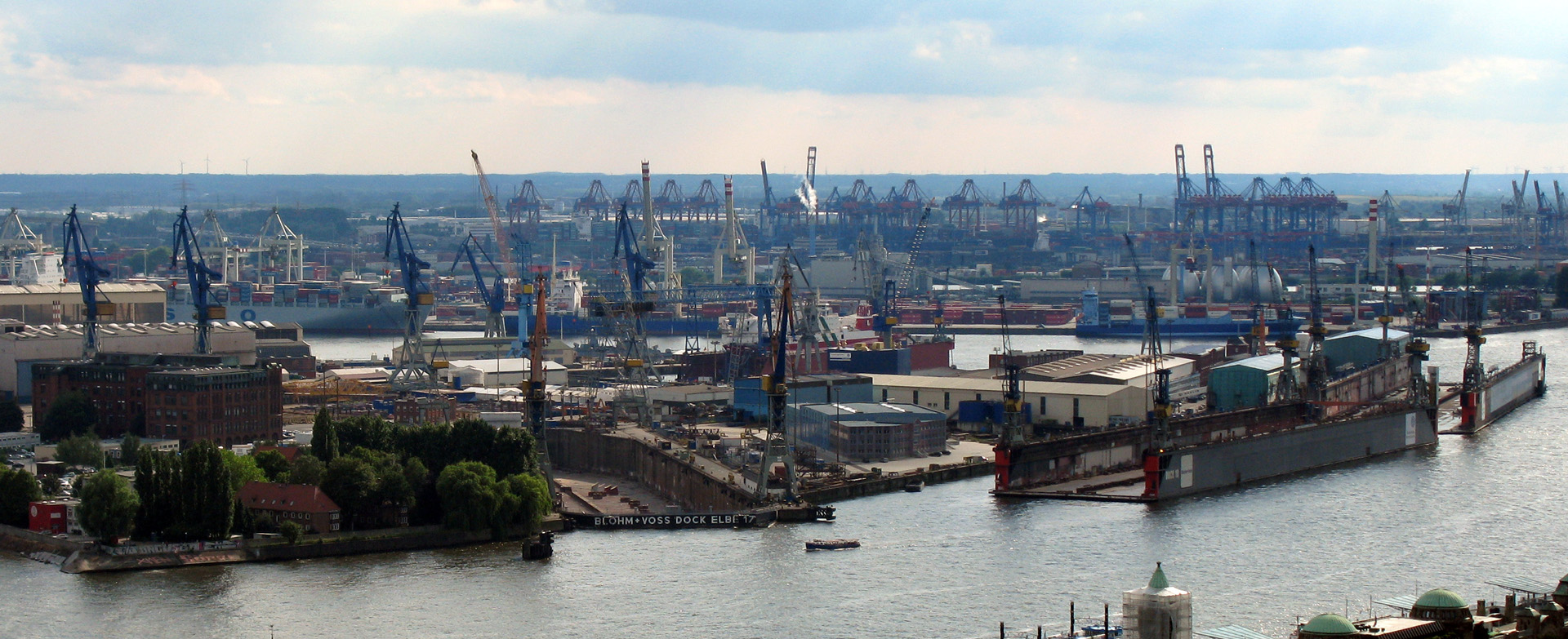
Werftgelände Blohm + Voss mit Schwimmdock 10 (vorn rechts)

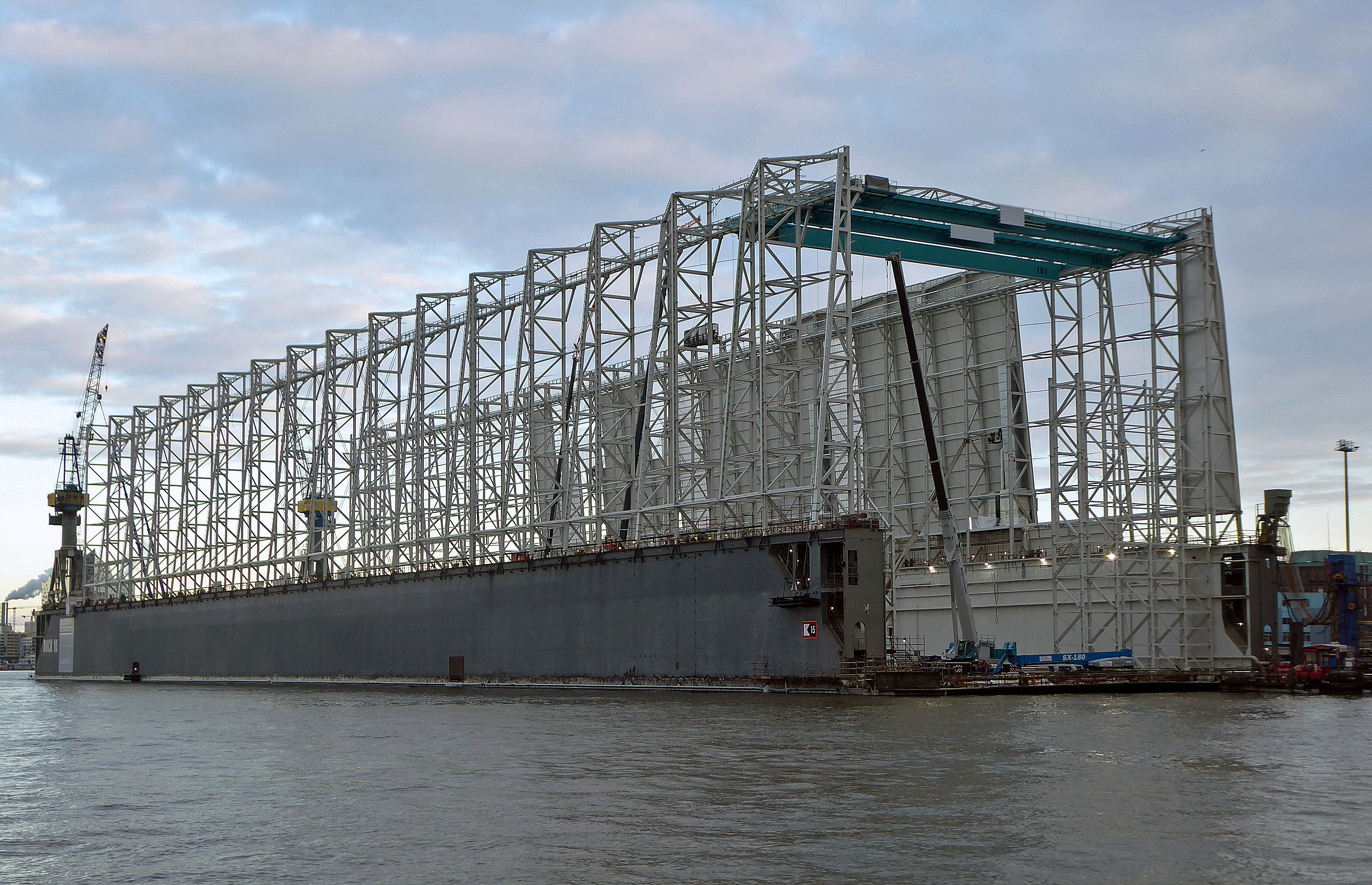
Dock 10 mit Überdachung, aber noch ohne Plane (Feb. 2021)

Das 1966 gebaute Schwimmdock 10 ist eines der größten Schwimmdocks Europas. Es war aufgrund seiner früheren Lage auf der Norderelbe vor dem Gelände der Werft Blohm + Voss im Hamburger Hafen südwestlich der St. Pauli Landungsbrücken ein bekanntes Fotomotiv.

## Technische Daten
| Länge                 | 287,5 m           |
| Breite (innen)        | 44,2 m            |
| Breite (außen)        | 53,5 m            |
| Tiefgang              | 9,7 m             |
| Maximale Schiffsgröße | 130.000 dwt       |
| Tragfähigkeit         | 50.000 t          |
| Krane                 | 2 × 15 t 2 × 35 t |

## Geschichte
Das 1966 gebaute Dock wird im Wesentlichen für die Reparatur von Schiffen eingesetzt.
Im Januar 2020 gab Lürssen, inzwischen Eigentümer der Werft Blohm + Voss, bekannt, dass das Dock eine 50 Meter hohe Überdachung bekommt. Es ist damit das größte überdachte Schwimmdock Europas.
Am 29. April 2021 wurde das Dock mitsamt der Yacht "Sassi II" (später "Opera") im Inneren zunächst nach Bremen und später zur Lürssen-Werft nach Berne auf die Unterweser geschleppt. Hier wurde die Yacht im Herbst 2022 ausgedockt und bis März 2023 fertiggestellt und abgeliefert. Die ursprünglich kommunizierte Planung sah vor, das Dock anschließend nach Hamburg zurückzuschleppen. Lürssen beantragte 2023 die dauerhafte Verlegung an die Weser.